# Karl Hartert
Karl Hartert (* 23. November 1777 in Friedewald (Hessen); † 1. November 1844 in Kirchhain) war Bürgermeister in Hersfeld und Landrat in den Kreisen Hersfeld und Kirchhain. Während der napoleonischen Besatzung verhinderte er die Zerstörung der Stadt Hersfeld.

## Leben
Karl Hartert wurde als Sohn des Friedewalder Amtmanns Julius Hartert (1736–1812) und dessen Ehefrau Katharina Bose geboren.
Er absolvierte ein Studium der Rechtswissenschaften an der Philipps-Universität Marburg, der Georg-August-Universität Göttingen und der Universität Rinteln und legte bei der hessischen Regierung in Kassel das Examen ab.
1800 erhielt er die Erlaubnis zur Niederlassung als Advokat in Friedewald und wechselte 1806 als Amtsassessor in die Kommunalverwaltung zum Amt Landeck und bereits im Oktober des Jahres in gleicher Funktion zum Amt Vacha. Da Kurfürst Wilhelm sich neutral verhielt und nicht dem von Napoleon geschaffenen Rheinbund beitrat, überzog dieser das Land mit einem Krieg. Hartert sorgte für Ordnung in der belagerten Stadt und im  Jahr darauf wurde er zum Amt Hersfeld versetzt. Dort verhinderte er durch Vermittlung die durch Napoleon angeordnete Zerstörung der Stadt.
Während der Zeit des Königreichs Westphalen, 1807 nach dem Frieden von Tilsit durch Napoleon geschaffen, wurde er Richter I. Klasse beim Korrektionstribunal in Hersfeld.
Nach der Niederlage des französischen Kaisers und der daraus folgenden Wiedererrichtung des Kurfürstentums  Hessen wurde Hartert am 15. Februar 1814 Oberschultheiß (Bürgermeister) in Hersfeld und kommandierte dort im Oktober 1815 das Schützenbataillon des Landsturms der Stadt Hersfeld.
1821 wechselte er als Landrat zum Landkreis Hersfeld, wo er bis 1843 in dieser Position verblieb. Er fiel beim Kurprinzen in Ungnade und wurde in den Kreis Kirchhain versetzt. Dort  verstarb er nach kurzer Amtszeit am 1. November 1844.

## Orden und Auszeichnungen
- 24. Mai 1821 Ehrenbürger der Stadt Hersfeld
- 18. Januar 1837  Roter Adlerorden, Ritter III. Klasse